# أقسام الرسوم المتحركة
أقسام الرسوم المتحركة (أو أقسام إنتاج الرسوم المتحركة ) هي فرق داخل استوديو أفلام تعمل على جوانب مختلفة من الرسوم المتحركة مثل القصص المصورة أو النمذجة ثلاثية الأبعاد. يمكن أن يشير إلى قسم واحد يتعامل مع الرسوم المتحركة ككل أو إلى أقسام متعددة تتعامل مع مهام محددة. يمكن أن يشير أيضًا إلى قسم الكلية.

## اقسام الرسوم المتحركة
- قسم الاستعادة - يبحث عن الأخطاء في الرسوم المتحركة ويقوم بإعادة بنائها. سيقوم أحد الرسوم المتحركة بفحص جميع الإطارات واحدة تلو الأخرى للتأكد من تدفقها بسلاسة.
- قسم التركيب - يتعامل مع المؤثرات الخاصة مثل مفتاح الصفاء والجوانب الأخرى للتركيب .
- قسم بيني - يُنشئ بين الإطارات التي تنتقل بين الإطارات الرئيسية (نقاط الحركة الرئيسية في المشهد) التي تشكل الجزء الأكبر من الرسوم المتحركة.
- قسم التحرير - يجمع ويحرر الرسوم المتحركة (إما جزئيًا أو كليًا) بحيث تكون متسقة.
- قسم الخلفية - يرسم الخلفية الفنية للمشاهد.
- قسم القصة المصورة - يخطط الرسوم المتحركة باستخدام اسكتشات لنقاطها الرئيسية ( لوحة العمل ).
- قسم المسح - يحول الوسائط المرسومة تقليديًا إلى الوسائط الرقمية ويضمن عدم فقد الإطارات في هذه العملية.
- قسم المؤثرات الصوتية والتسجيل الموسيقي - ينشئ مسارات صوتية ومؤثرات صوتية ، مثل الجوقات والآلات الموسيقية وفولي .
- قسم التخطيط - مراحل المشاهد وإنشاء خطط لكيفية ظهور المشهد.